# Kokorina (obwód kurgański)
Kokorina (ros. Кокорина) – wieś (dieriewnia) w Rosji, w obwodzie kurgańskim, w rejonie szadrińskim. W 2010 liczyła 96 mieszkańców.